# Vadászbombázó

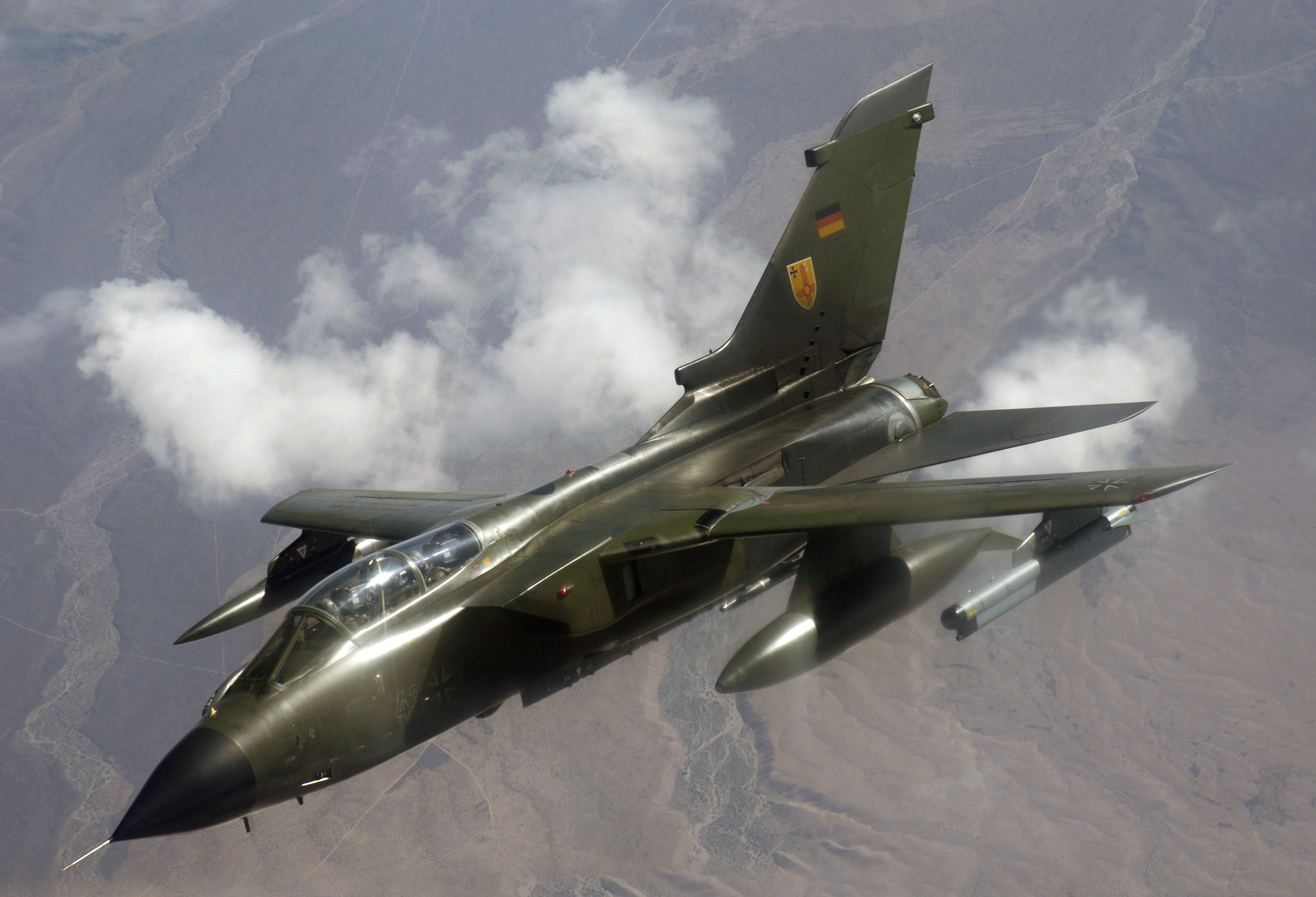
Panavia Tornado

A vadászbombázó többcélú harci repülőgép, a vadászrepülőgép és a bombázó repülőgép keveréke, amely földi és légi célok ellen egyaránt bevethető. Rendelkezik olyan fegyverzettel, amely mindkét céltípust leküzdheti, valamint elég jól manőverezhető a légicsatákhoz. Az első vadászbombázó a Bf 109-es vadászrepülő volt, amelyre bombavetőket szereltek.
Példák: F–16, F/A–18 Hornet, Mirage F1, Panavia Tornado, Szu–24.
Napjainkban, nem utolsósorban a korszerű, sokrétű avionika miatt a harci repülőgépek nagy része egyaránt alkalmas földi és légi célpontok támadására is.